# Hallerstein

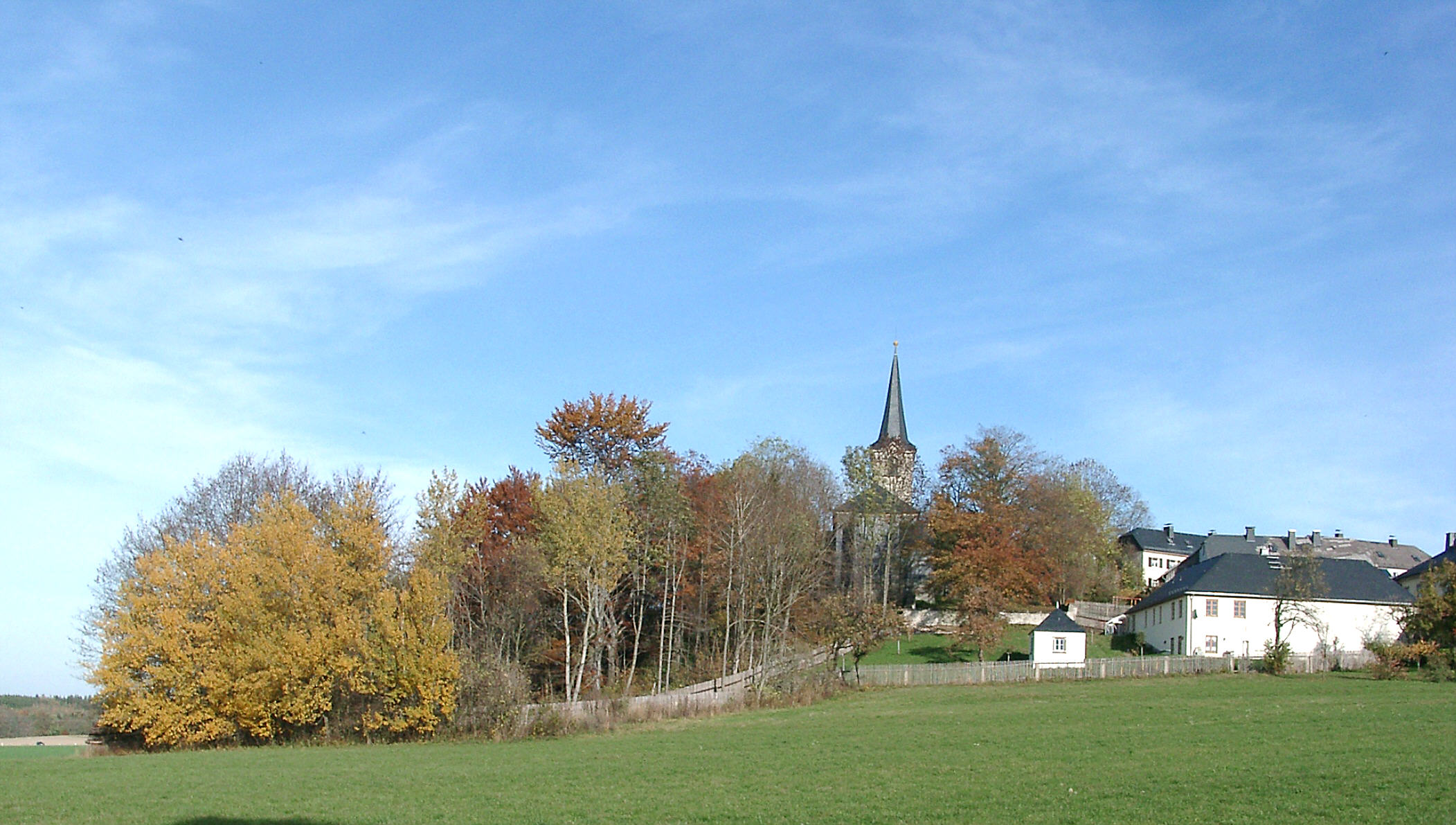
Kirche und Schlossberg mit Pfarrgarten

Hallerstein (oberfränkisch Hallerstaa) ist ein Gemeindeteil der Stadt Schwarzenbach an der Saale im Landkreis Hof (Oberfranken, Bayern). Die Gemarkung Hallerstein liegt teils auf dem Gemeindegebiet von Schwarzenbach, teils auf dem Gemeindegebiet von Weißdorf. Sie hat eine Fläche von 16,739 km² und ist in 1172 Flurstücke aufgeteilt, die eine durchschnittliche Flurstücksfläche von 14282,12 m² haben. In ihr liegen neben dem namensgebenden Ort die Gemeindeteile Albertsberg, Benk, Birkenbühl, Förmitz, Lohmühle, Schieda und Völkenreuth.

## Geografie
Das Kirchdorf liegt 98 Meter südlich oberhalb der Förmitztalsperre. Der Schlossberg (600 m ü. NHN), um den sich die ca. 100 Häuser des Ortes gruppieren, besteht aus der Gesteinsart Diabas und fällt nach Norden steil ab, während sich südlich eine landwirtschaftlich genutzte Hochfläche zum nördlichen Hauptkamm des Fichtelgebirges erstreckt. Bei Hallerstein gibt es eine Dorflinde, eine Föhre und eine Buchengruppe, die als Naturdenkmäler geschützt sind. Zudem gibt es einen Diabasfelsen, der als Geotop ausgezeichnet ist.
Eine Gemeindeverbindungsstraße führt nach Förmitz (1,7 km westlich) bzw. nach Völkenreuth (1,2 km nördlich) und nach Ziegenburg. Weitere Gemeindeverbindungsstraßen führen nach Schieda (0,9 km nordöstlich) und zur Staatsstraße 2177 bei Oberschieda (1,6 km östlich).

## Geschichte
Dem Ort Hallerstein ging ein Meierhof voraus. Mit dem Bau von Schloss Hallerstein siedelten die Bewohner des angrenzenden Gettengrün um, das sie aufgaben. Eine erste urkundliche Erwähnung stammt aus dem Jahr 1439. In einer Lehensurkunde der Wiener Kanzlei wurde der Ort als böhmisches Kronlehen durch den römisch-deutschen und böhmischen König Albrecht II. an die Brüder Fritz und Rüdiger von Sparneck verliehen. Nach dem Aussterben der Hallersteiner Linie des Adelsgeschlechtes bekundete das Adelsgeschlecht der Haller von Hallerstein sein Interesse am Kauf des Schlosses mit seinen Liegenschaften. Dieser Kauf kam jedoch nie zustande, das heißt, die Haller von Hallerstein waren tatsächlich nie in Hallerstein ansässig. 1563 ging der Ort in den Besitz des Markgrafen von Bayreuth über, der dort ein markgräfliches Amt einrichtete, das bis zum Übergang des Markgraftums Bayreuth nach einer kurzen Periode der Zugehörigkeit zum Königreich Preußen in das Königreich Bayern Bestand hatte. Das ehemalige Schlossgut wurde schon im 17. Jahrhundert zerschlagen und in mehrere Zinshöfe aufgeteilt. Bis zur Flurbereinigung in den 1970er und 1980er Jahren waren deshalb die Flurstücke der meisten Höfe, anders als in den umliegenden Orten, buntscheckig über die Fluren verteilt.
Zweimal wurde Hallerstein bisher von verheerenden Bränden heimgesucht. 1640 verbrannten Bauern das Unkraut auf den wegen des Dreißigjährigen Krieges brachliegenden Feldern. Das Feuer griff auf die strohgedeckten Häuser des Ortes über. 1835 wurden beinahe alle Häuser des Ortes eingeäschert. Ursache scheint das unsachgemäße Hantieren des örtlichen Lehrers und Kantors mit einem „Schleißenlicht“ (Kienspan) in seinem Viehstall gewesen zu sein.
Das einheitliche Erscheinungsbild mit den vorherrschenden ein- und zweigeschossigen Wohnstallhäusern mit Krüppelwalm, das der Ortskern heute bietet, hat seine Ursache vor allem darin, dass der Ort mit Hilfe der Brandversicherung in relativ kurzer Zeit im Baustil des frühen 19. Jahrhunderts wieder aufgebaut werden konnte. Dabei scheint man auf eine gewisse Einheitlichkeit in der Hausgestaltung geachtet zu haben. Fast alle Häuser sind aus Bruchsteinen errichtet. Da neben dem vor Ort vorkommenden Diabas auch tonige Schiefer und Granit als Baumaterial in buntem Durcheinander verwendet wurden, ist der Schluss zulässig, dass auch die Ruine des alten Schlosses, deren Eckpfeiler aus Granit aufgeführt waren, zur Gewinnung von Baumaterial genutzt wurde.

### Kirche und Schule
Die Pfarrkirche Hallerstein ging aus der Schlosskapelle hervor, die ursprünglich zur Pfarrei Weißdorf gehörte. Im 15. Jahrhundert kam von dort eine spätgotische Madonnenfigur nach Hallerstein, die, nachdem sie wahrscheinlich in der Reformationszeit auf den Dachboden verbannt worden war, wieder einen Ehrenplatz im Gotteshaus gefunden hat. Der kirchliche Verbund mit Weißdorf wurde 1613 aufgelöst. Seither ist Hallerstein eigenständige Pfarrei. Zum Sprengel der Kirche gehören neben Hallerstein die Dörfer Förmitz, Völkenreuth und Götzmannsgrün sowie die Weiler und Einzeln Lohmühle, Albertsberg, Birkenbühl, und Mittelschieda. Die Pfarrei gehört dem evangelisch-lutherischen Dekanat Münchberg im Kirchenkreis Bayreuth innerhalb der Evangelisch-Lutherischen Kirche in Bayern an. Im Jahr 2012 vereinbarten die Kirchengemeinden Schwarzenbach/Saale und Hallerstein eine enge Zusammenarbeit. Die zweite Pfarrstelle in Schwarzenbach ist seither je zur Hälfte auf die beiden Kirchengemeinden aufgeteilt. Wohnsitz des Pfarrers soll künftig das Pfarrhaus in Hallerstein sein.
Seit dem 17. Jahrhundert scheint es auch eine Schule gegeben zu haben, da seit dieser Zeit immer wieder in amtlichen Urkunden von Schulmeistern die Rede ist. Heute gibt es im Dorf noch zwei Gebäude, die als Schulhaus bezeichnet werden: das sogenannte alte Schulhaus (Hausnummer 2), das bis 1912 genutzt wurde, dann bis 1998 den Kirchengemeindesaal mit Mesnerwohnung beherbergte und heute sich in Privatbesitz befindet. Im Jahr 1912 wurde das neue Schulhaus (Hausnummer 52) errichtet, in dem bis zum Ende der 1960er Jahre eine einklassige Schule untergebracht war. Auch dieses Gebäude befindet sich heute in Privatbesitz.

### Hallerstein nach 1900
Der wirtschaftliche Aufschwung der Gründerzeit hat in Hallerstein erst relativ spät seine Spuren hinterlassen. In den Steinbrüchen, Steinbearbeitungsbetrieben, Porzellan- und Textilfabriken in den umliegenden Städten fanden immer mehr Einwohner des Ortes Lohn und Brot. Oft mussten sie, besonders im Winter, beschwerliche Fußwege auf sich nehmen. Nicht besser erging es ihren Ehefrauen oder Kindern, die nicht selten in der Mittagszeit das karge Mahl im Essenträger bis an den Arbeitsplatz bringen mussten. Auch die Landwirte mit kleinen Hofstellen waren gezwungen, als Waldarbeiter, Hausschlachter oder „auf die Stör“ gehende Handwerker (Handwerker ohne eigene Werkstatt, der im Hof des Auftraggebers arbeitete) ein Zubrot zu verdienen. Trotzdem gelang es einigen Industriearbeitern, sich ein eigenes kleines Häuschen zu errichten und mit Schwein und Ziege im Stall einen bescheidenen Wohlstand zu genießen. Jedoch machte der 1914 ausbrechende Erste Weltkrieg den bescheidenen Anfängen ein jähes Ende.
Im Ersten Weltkrieg wurden Hallersteiner mit den bayerischen Truppen vor allem in Frankreich eingesetzt. Viele ließen dort ihr Leben. Ihnen zu Ehren ist im Emporenaufgang der Dorfkirche eine Erinnerungstafel angebracht. Nahe der Dorflinde errichtete die weltliche Gemeinde ein schlichtes Ehrenmal für die Gefallenen. Auf einem Granitmonolithen sind ein zerbrochenes Schwert als Sinnbild des verlorenen Krieges, ein Anker als Zeichen der Hoffnung auf dauerhaften Frieden und die Jahreszahlen 1914/18 und 1939/45 eingemeißelt.
Dem Krieg fiel auch das Geläut der Kirche zum Opfer. Die Bronzeglocken, die a-cis-e gestimmt waren, wurden aus dem Turm geholt und für den Bau von Geschützrohren eingeschmolzen. Da nach dem Krieg das Geld in der Gemeinde knapp war, entschied man sich 1922, die Kirche mit Glocken aus Klangstahl zu versehen. Die drei Glocken waren bis 2009 in Gebrauch und wurden durch neue Bronzeglocken mit dem Klang g-b-c ersetzt.
Die politischen Auseinandersetzungen der Weimarer Republik fanden in Hallerstein nur wenig Widerhall, obwohl es auch gewisse Polarisierungen in ein nationalkonservatives und ein sozialdemokratisches Lager gab. Auch im Zweiten Weltkrieg hatte Hallerstein wieder einen erheblichen Blutzoll zu erbringen. Aus den Kampfhandlungen im Jahr 1945 ging es jedoch unbeschadet hervor. Nur ein Hof in der Mittelschieda wurde durch Artilleriebeschuss leicht beschädigt.
Erhebliche Belastungen brachte die Einquartierung vieler Heimatvertriebener aus dem Sudetenland und Schlesien. Kurzzeitig verdoppelte sich die Einwohnerzahl auf über 800 Personen. Die räumliche Enge, verschiedenartige religiöse Auffassungen und der stete Kampf um Nahrungsmittel ließen manchen Konflikt entstehen. In den folgenden Jahren gelang es jedoch, eine große Anzahl der Neubürger zu integrieren, während der Großteil der Heimatvertriebenen das Dorf sukzessive verließ, weil sich in den weiter westlich gelegenen Regionen der neu gegründeten Bundesrepublik bessere Einkommen erzielen ließen.
Mit der Erhöhung der Mobilität der Bewohner (1958 wurde die erste asphaltierte Straße in der Gemeinde gebaut) ging ein Schwinden des dörflichen Kleingewerbes einher. Um 1950 gab es noch zwei Einzelhandelsläden, eine Bäckerei, zwei Schreinereien, einen Dorfschmied, einen Klempner, ein Haushaltswarengeschäft und eine Porzellanmanufaktur. 2006 waren davon nur eine Kfz-Werkstätte und die Bäckerei übriggeblieben. Noch dramatischer war der Wandel in der Landwirtschaft. Von den einstmals annähernd 30 kleinbäuerlichen Betrieben existieren noch ein Haupterwerbsbetrieb und zwei Nebenerwerbsbetriebe. Die Mehrzahl der landwirtschaftlichen Flächen wird von Landwirten aus den umliegenden Orten bewirtschaftet.
Nachdem Anfang der 1990er Jahre die Porzellanfabriken in Schwarzenbach und Kirchenlamitz geschlossen worden waren, mussten sich viele Dorfbewohner eine Beschäftigung in weiter entfernt liegenden Orten suchen. Teilweise müssen Fahrzeiten von mehr als zwei Stunden pro Tag in Kauf genommen werden. Trotzdem liegt die Arbeitslosenquote in Hallerstein weit unter der benachbarter Gemeinden.
Neuere demographische Daten zeigen, dass Hallerstein der einzige Gemeindeteil Schwarzenbachs mit relativem Bevölkerungszuwachs ist. Wohnungsleerstände wie in anderen ostoberfränkischen Orten sind kaum zu verzeichnen.

### Bürgermeister vor der Gemeindereform
- 1933–1942 Johann Dengler, Steinhauer und Landwirt
- 1942–1945 Karl Vates

### Verwaltungsgeschichte
Gegen Ende des 18. Jahrhunderts bestand Hallerstein aus 34 Anwesen und eine Pfarrkirche und ein Pfarrhaus. Die Hochgerichtsbarkeit stand dem bayreuthischen Stadtrichteramt Münchberg zu. Die Dorf- und Gemeindeherrschaft hatte das bayreuthische Amt Hallerstein. Grundherren waren
- die Gemeinde Hallerstein: 1 Schule, 1 Brauhaus;
- das Amt Hallerstein: 1 Frongütlein, 3 Dreiviertelhöfe,  1 Halbhof, 1 Einachtelhof, 2 Güter, 6 Gütlein, 1 halbes Achtelgütlein, 1 Treschhaus, 15 Tropfhäuser;
- die Hofkanzlei Bayreuth: 1 Wirtshaus.[6]

Von 1797 bis 1810 unterstand Hallerstein dem Justiz- und Kammeramt Münchberg. Nachdem im Jahr 1810 das Königreich Bayern das Fürstentum Bayreuth käuflich erworben hatte, wurde der Ort bayerisch. Infolge des Ersten Gemeindeedikts wurde 1812 der Steuerdistrikt Hallerstein gebildet. Zu diesem gehörten Albertsberg, Benk, Birkenbühl, Brandenstumpf, Förmitz, Lohmühle, Schieda und Völkenreuth. Zugleich entstanden die Ruralgemeinde Hallerstein, die deckungsgleich mit dem Steuerdistrikt war. Sie war in Verwaltung und Gerichtsbarkeit dem Landgericht Münchberg zugeordnet und in der Finanzverwaltung dem Rentamt Münchberg (1919 in Finanzamt Münchberg umbenannt). Ab 1862 gehörte Hallerstein zum Bezirksamt Münchberg (1939 in Landkreis Münchberg umbenannt). Die Gerichtsbarkeit blieb beim Landgericht Münchberg (1879 in Amtsgericht Münchberg umgewandelt). Am 1. April 1955 wurde Brandenstumpf aus dem Hallersteiner Gemeindegebiet ausgegliedert und dem Markt Sparneck zugeordnet. 1964 hatte die Gemeinde eine Gebietsfläche von 15,706 km². Am 1. Juli 1972 kam die Gemeinde an den Landkreis Hof. Im Zuge der Gebietsreform in Bayern wurde die Gemeinde Hallerstein am 30. Juni 1976 aufgelöst: Benk und Lohmühle kamen zur Gemeinde Weißdorf, Albertsberg, Birkenbühl, Förmitz, Hallerstein, Schieda und Völkenreuth wurden in die Stadt Schwarzenbach an der Saale eingegliedert.

### Einwohnerentwicklung
Gemeinde Hallerstein
| Jahr      | 1812  | 1840   | 1852   | 1855   | 1861   | 1867   | 1871   | 1875   | 1880   | 1885   | 1890   | 1895   | 1900   | 1905   | 1910   | 1919   | 1925   | 1933   | 1939   | 1946   | 1950   | 1952   | 1961  | 1970   |
| Einwohner | 497   | 655    | 661    | 700    | 764    | 766    | 737    | 739    | 704    | 675    | 693    | 709    | 703    | 706    | 705    | 658    | 648    | 591    | 549    | 829    | 803    | 729    | 568   | 508    |
| Häuser    | 87    |        |        |        |        | 101    |        |        | 106    | 106    |        | 109    |        |        |        | 108    |        |        |        | 106    |        | 111    |       |        |
| Quelle    | [ 7 ] | [ 13 ] | [ 13 ] | [ 13 ] | [ 14 ] | [ 15 ] | [ 16 ] | [ 17 ] | [ 18 ] | [ 19 ] | [ 20 ] | [ 13 ] | [ 21 ] | [ 13 ] | [ 22 ] | [ 13 ] | [ 23 ] | [ 13 ] | [ 13 ] | [ 13 ] | [ 24 ] | [ 13 ] | [ 9 ] | [ 25 ] |

Ort Hallerstein
| Jahr      | 001799 | 001812 | 001819 | 001861 | 001871 | 001885 | 001900 | 001925 | 001950 | 001961 | 001970 | 001987 |
| Einwohner | 152    | 176    | 178 *  | 322    | 319    | 299    | 314    | 316    | 362    | 279    | 237    | 220    |
| Häuser    | 36     | 38     |        |        |        | 43     | 46     | 50     | 49     | 54     |        | 64     |
| Quelle    | [ 26 ] | [ 7 ]  | [ 27 ] | [ 14 ] | [ 16 ] | [ 19 ] | [ 21 ] | [ 23 ] | [ 24 ] | [ 9 ]  | [ 25 ] | [ 1 ]  |

## Kultur und Sehenswürdigkeiten

### Baudenkmäler
Sieben Baudenkmäler sind in Hallerstein ausgewiesen: Das Pfarrhaus, ein Pavillon, das ehemalige Schul- und Kantoratshaus, die Schlossruine, ein Grenzstein, die ehemalige Schlosskapelle (heute Pfarrkirche) und ein granitener Kreuzstein.

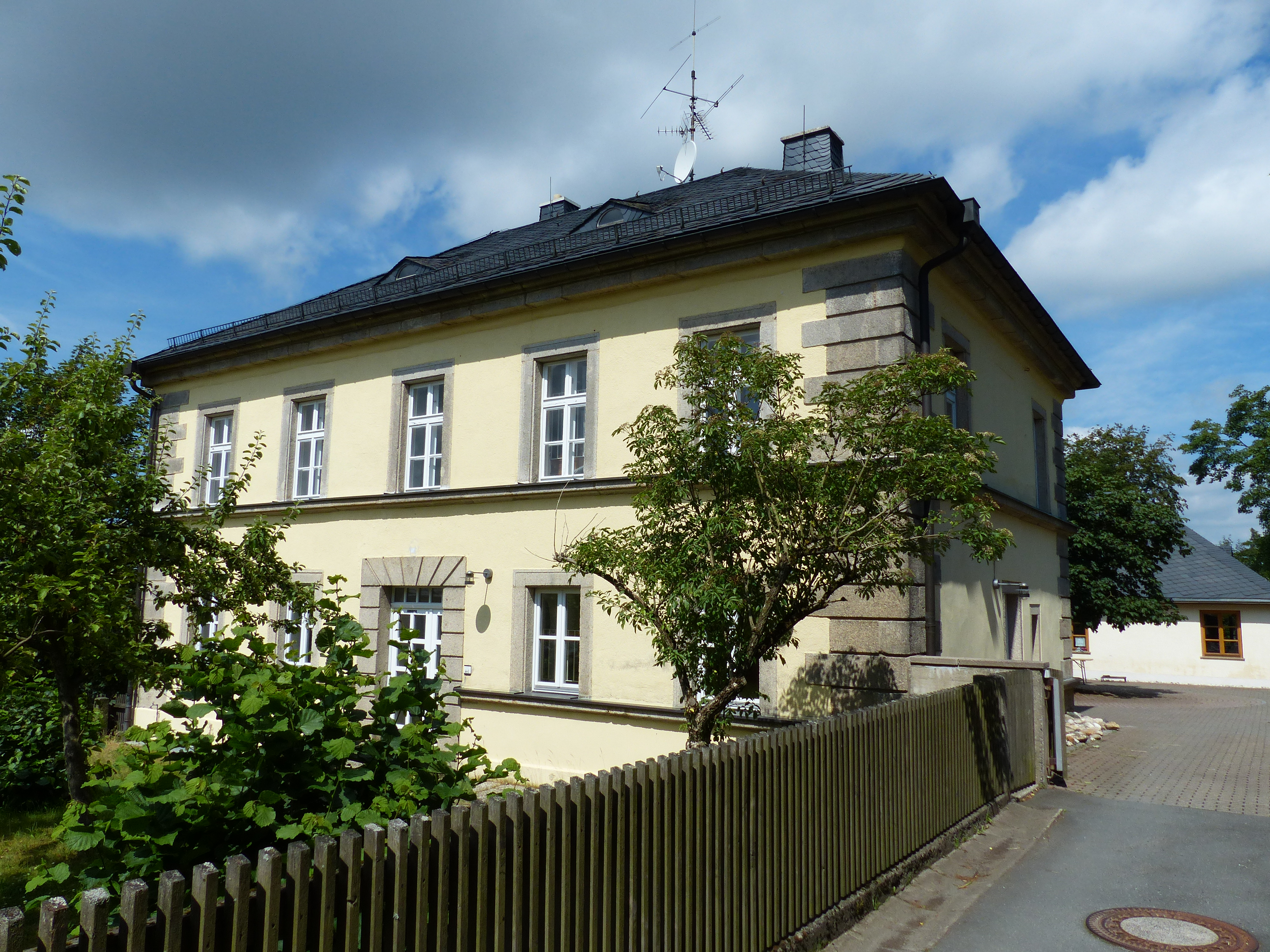
Pfarrhaus
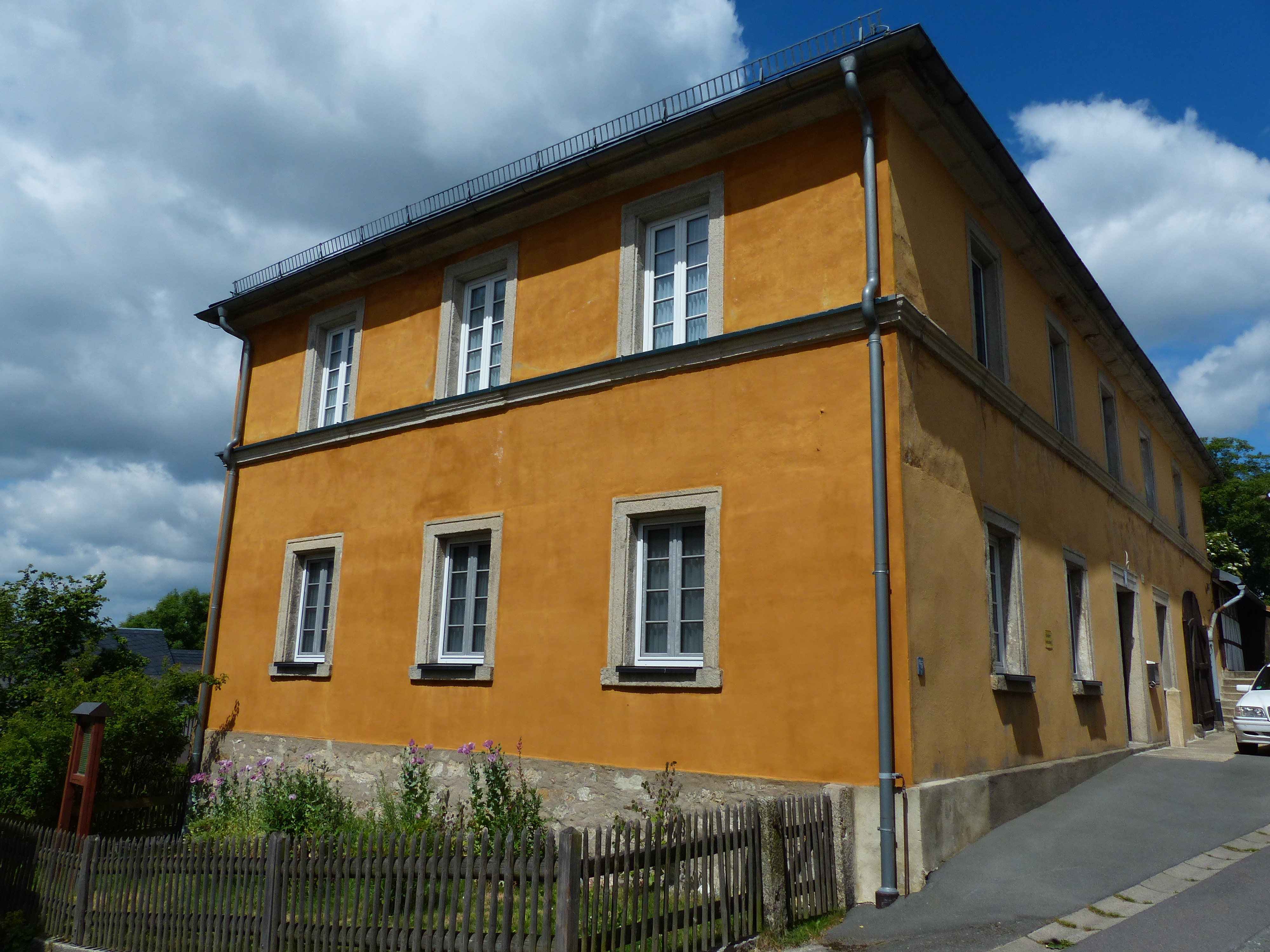
Ehemaliges Schul- und Kantoratshaus
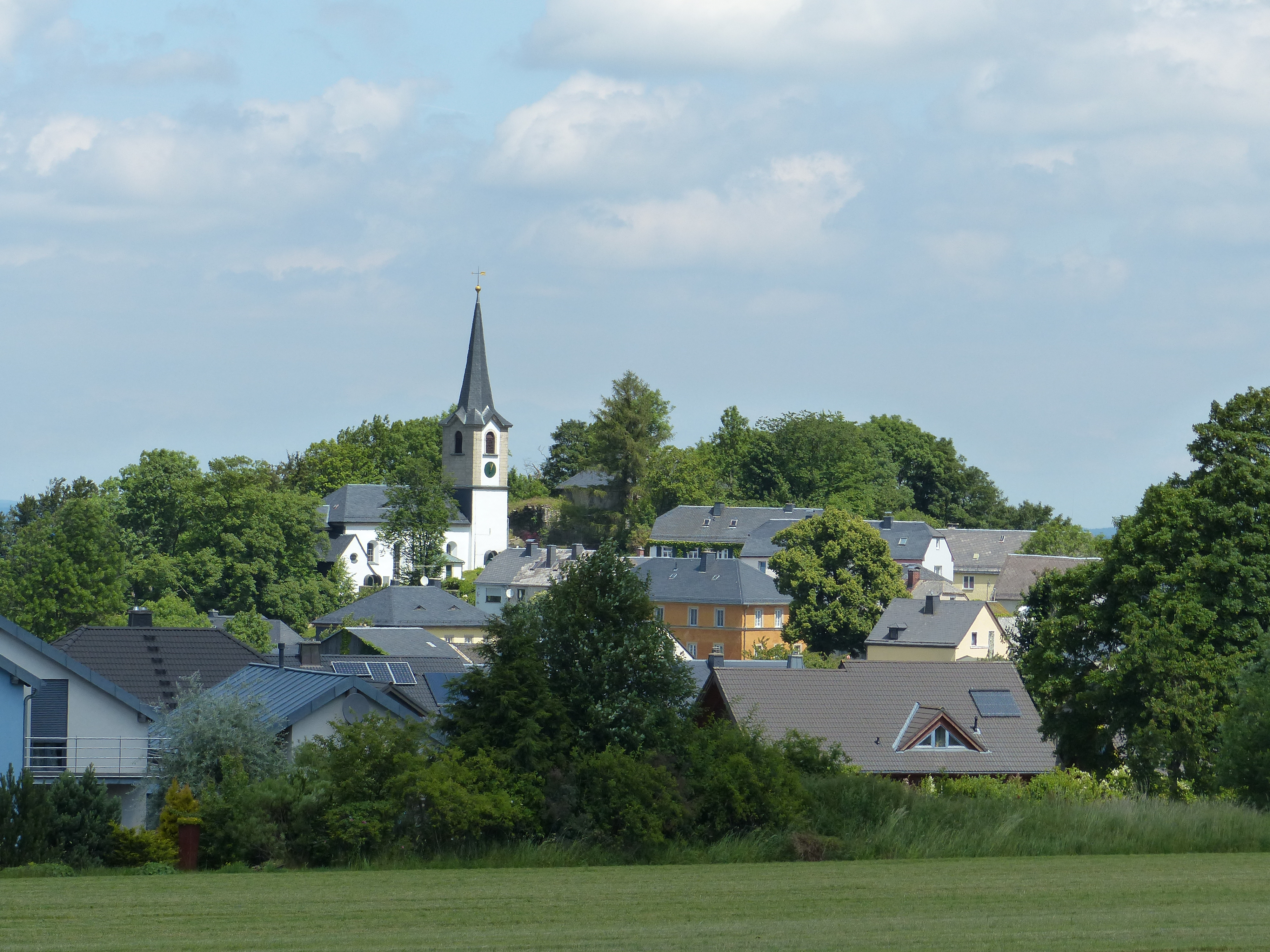
Pfarrkirche
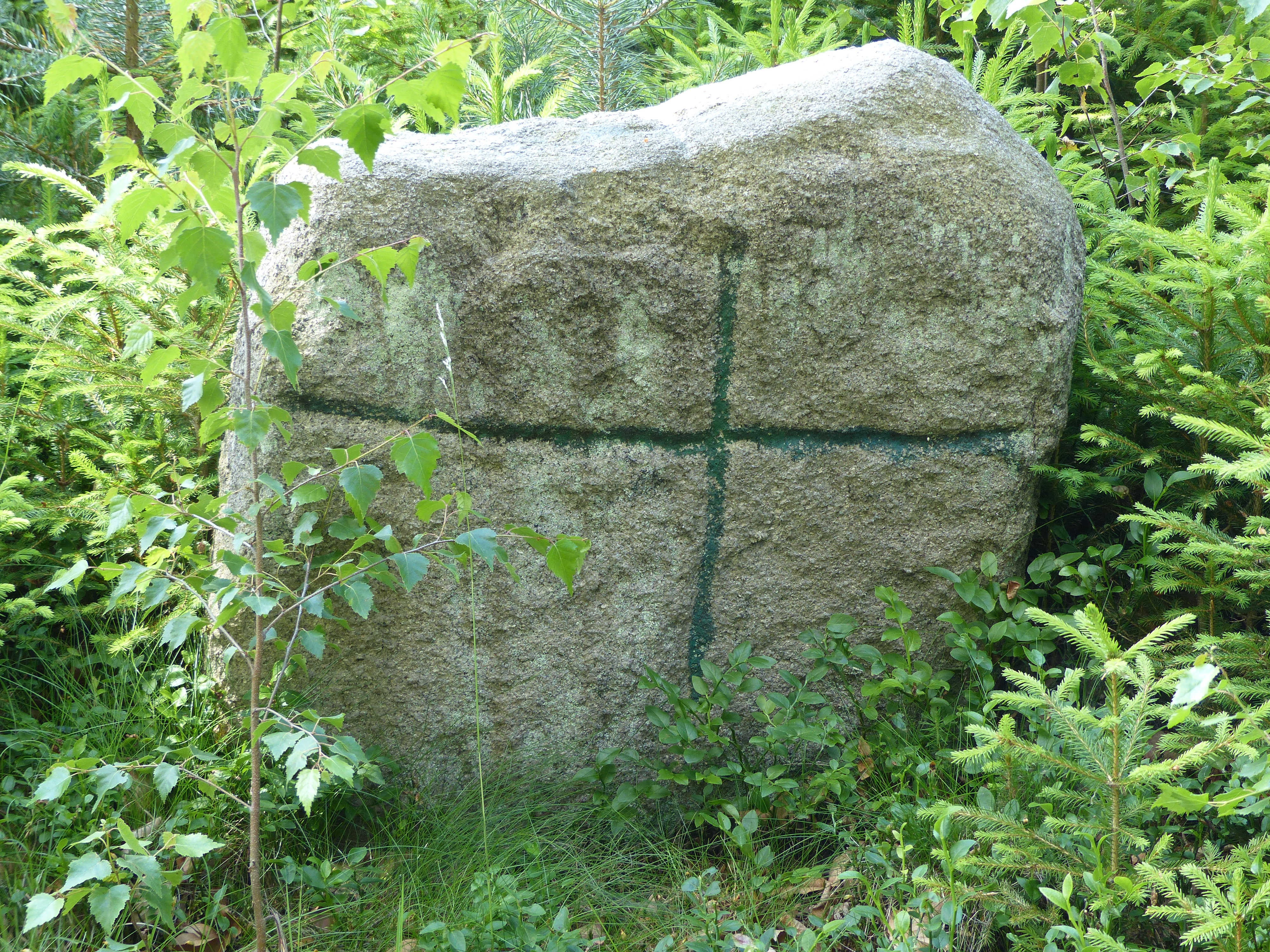
Grenzstein

### Vereinsleben
Der kleine Ort zeichnete sich schon seit Mitte des 19. Jahrhunderts durch ein reges Vereinsleben aus. Die Freiwillige Feuerwehr (FF) Hallerstein ist der älteste der in Hallerstein tätigen Vereine, sie wurde 1872 gegründet. Der Heimat- und Kulturverein Hallerstein e. V. wurde 1987 gegründet. Die Ortsgruppe Hallerstein des FGV wurde 1952 gegründet. 1994 gründeten Jugendliche aus Hallerstein und Umgebung die Evangelische Landjugend, die auch Mitglieder anderer Konfessionen aufnimmt. Der TV Hallerstein ging nach dem Zweiten Weltkrieg aus dem Arbeiterturnverein von 1888 und dem Deutschen Turnverein hervor. Der Verein ist vor allem bekannt durch seine sportlichen Leistungen in der Sportart Faustball.

### Handwerkerfest
Das Handwerkerfest ist ein eintägiges Ereignis in Hallerstein, das alle zwei Jahre ausgerichtet wird. Das Dorffest wurde zum ersten Mal am 24. August 1986 veranstaltet. Damals noch ausgerichtet von der Freiwilligen Feuerwehr Hallerstein, wurde das Fest im kleinen Bereich um die Hallersteiner Dorflinde gefeiert. Dabei unterhielten Ausübende altehrwürdiger Handwerksberufe sowie ein Rahmenprogramm die Gäste aus dem Umkreis. Heutzutage ist die Festgröße vervielfacht. Alle zwei Jahre gibt es mehr als 80 Verkaufsstände, circa 15.000 Besucher kommen aus ganz Deutschland. Es werden verschiedene Handwerksberufe vorgeführt und Lebensmittel aus der Umgebung angeboten. Es spielen einige Musikbands.

## Nahwärmenetz Hallerstein
Im Jahr 2013 wurde die Nahwärmenetz Hallerstein GbR gegründet. Ziel des Unternehmens ist es, ein örtliches Nahwärmenetz auf Basis erneuerbarer Energien aufzubauen. 40 Haushalte haben bislang ihre Anschlussbereitschaft bekundet. Gegenwärtig wird im Rahmen einer Machbarkeitsstudie überprüft, welche Energiearten zum Einsatz kommen sollen. Die Grundlast soll nach den momentanen Planungen ein Blockheizkraftwerk übernehmen, das seine Energie über eine ca. 1,4 km lange Leitung aus einer Biogasanlage in der Ortschaft Völkenreuth bezieht.